# Йоганн Генріх Роберт Гепперт
Йоганн Генріх Роберт Гепперт (25 липня 1800 — 18 травня 1884) — німецький ботанік та палеонтолог.
Він народився у Шпротаві, Нижня Сілезія, та помер у Бреслау. У 1831 році він став професором ботаніки, а також куратором ботанічного саду у Бреслау. У 1852 році він став директором ботанічного саду.
Він особливо відомий роботами в галузі палеоботаніки, як автор багатьох статей в цій області. Гепперт досліджував утворення вугілля та бурштину, а також провів порівняння між існуючою та викопною флорою. У 1840 році він продемонстрував існування рослинних клітин у мікроскопічних препаратах кам'яного вугілля, яке завершило тривалі дебати про походження вугілля. Його приватна колекція зразків викопної флори вважалася найкращою у світі.
Член-кореспондент Санкт-Петербурзької Академії Наук з 09.12.1853 по відділенню фізико-математичних наук (біологічний розряд).
Він був батьком відомого адвоката Генріха Роберта Гепперта та прадідом Марії Гепперт-Маєр (Нобелівська премія з фізики, 1963).

## Окремі публікації
- Die fossilen Farnkräuter (1836).
- De floribus in statu fossili (1837).
- De coniferarum structura anatomica (1841).
- Die Gattungen der fossilen Pflanzen, verglichen mit denen der Jetztzeit (1841-42).
- Ueber die chemischen Gegengifte, zum Gebrauche für Ärzte, Wundärzte und Pharmaceuten, so wie für academische Vorlesungen: mit 1 Tab. . Max, Berlin 2. Ausg. 1843 Digital edition.
- Der Bernstein und die in ihm befindlichen Pflanzenreste der Vorwelt (with Georg Karl Berendt, 1845).
- Abhandlungen über die Entstehung der Steinkohlenlager aus Pflanzen (1848).
- Abhandlung über die Beschaffenheit der fossilen Flora in verschiedenen Steinkohlenablagerungen eines und desselben Reviers (1849).
- Monographie der fossilen Koniferen, verglichen mit denen der Jetztwelt (1850).
- Beiträge zur Tertiärflora Schlesiens (1852).
- Die Tertiärflora von Schoßnitz in Schlesien (1855).
- Die Tertiärflora auf der Insel Java (1855).
- Über die fossile Flora der silurischen, der devonischen und der untern Kohlenformation (1860).
- Die fossile Flora der permischen Formation (1864-65).
- Über Aphyllostachys, eine neue fossile Pflanzengattung, sowie über das Verhältnis der fossilen Flora zu Darwins Transmutationstheorie (1866).